# Diaphorina quadramaculata
Diaphorina quadramaculata är en insektsart som beskrevs av Franklin William Pettey 1933. Diaphorina quadramaculata ingår i släktet Diaphorina och familjen rundbladloppor. Inga underarter finns listade i Catalogue of Life.